# Réserve écologique de la Rivière-aux-Brochets
Die Réserve écologique de la Rivière-aux-Brochets ist ein im Jahr 1999 eingerichtetes, 126 ha großes Schutzgebiet im Süden der kanadischen Provinz Québec 3 km östlich von Venise-en-Québec. Es gehört zu den Gemeinden Saint-Armand und Saint-Pierre-de-Véronne-à-Pike-River, die wiederum zur Grafschaftsgemeinde Brome-Missisquoi gehören.

## Lage, Geologie
Es erstreckt sich an der Mündung des Rivière aux Brochets in den Champlainsee und schützt dort eines der letzten natürlichen Flussufer im Bereich des Sees, bzw. der Baie Mississippi.

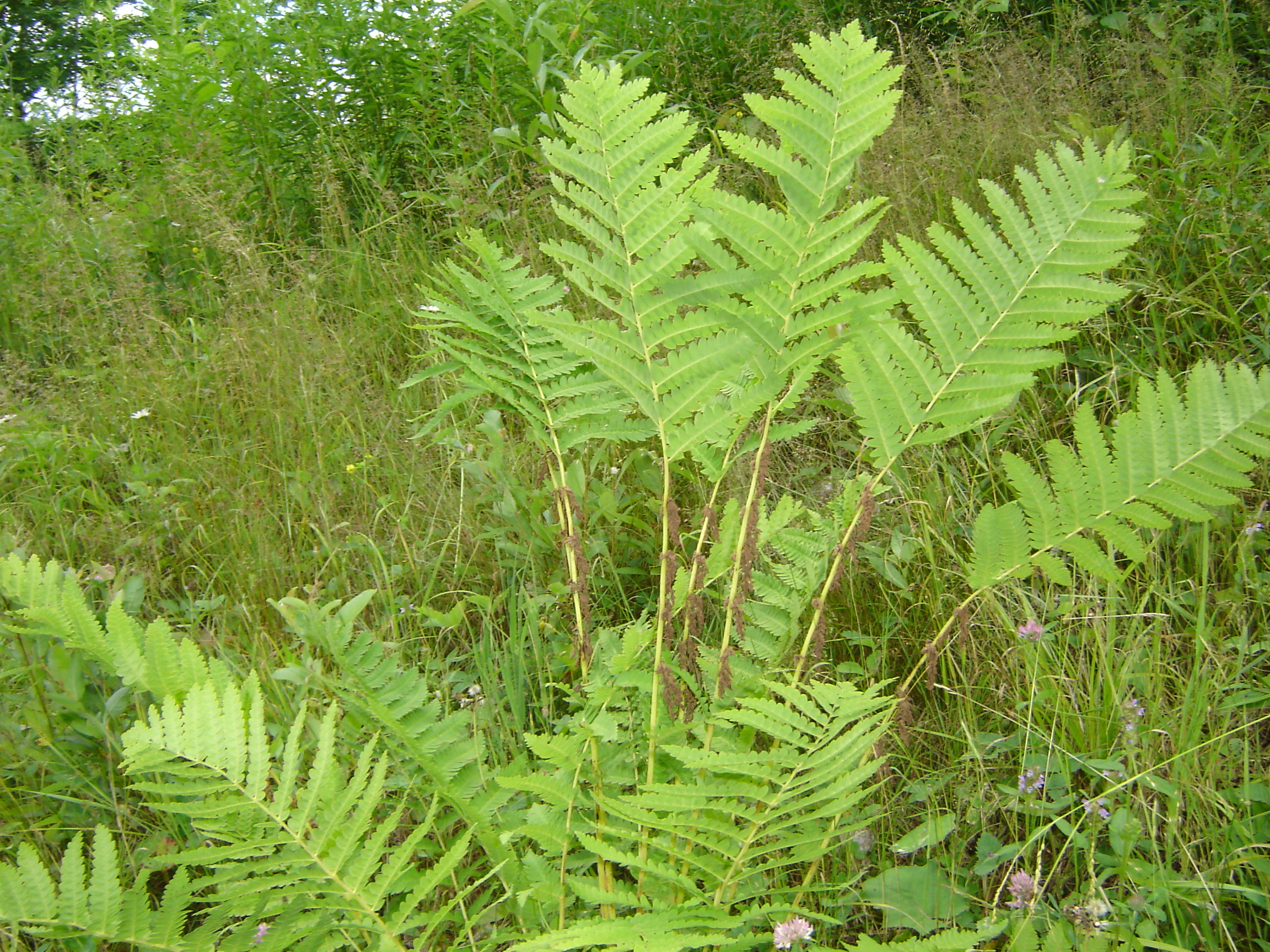
Osmunda claytoniana, vor Ort Osmonde cannelle genannt

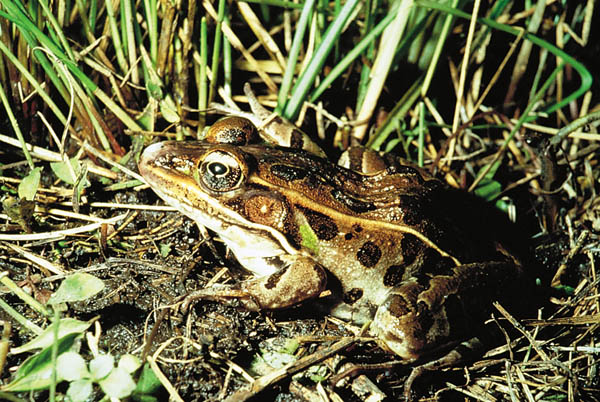
Leopardfrosch

Das Schutzgebiet liegt zwischen 29 und 31 m über dem Meeresspiegel und liegt vollständig im Überschwemmungsgebiet von Fluss und Champlainsee. Jenseits der Sandablagerungen finden sich Schluff und Tonminerale, an denen sich eine bis zu 2 m dicke Schicht organischer Substanzen abgelagert hat.

## Flora
So entstand ein Sumpfgebiet, wo die einheimischen Arten Rot-Ahorn, Schwarz- und Rot-Esche gedeihen, dazu kommen Grau-Erle und Ilex. Bodennäher wachsen Farne, insbesondere Osmunda claytoniana. Abseits des Sumpfes herrschen Silber-Ahorn und Rot-Esche, Balsam-Tanne und Amerikanische Ulme vor.
Nach einer Reihe verheerender Überschwemmungen wurden die dichten Rotahornbestände gelichtet. Sauergrasgewächse, Schmalblättriger Rohrkolben, Ästiger Igelkolben, aber auch Kalmus, Schwanenblume (Butomus umbellatus) konnten sich seither stärker ausbreiten.

## Fauna
76 Vogelarten konnten im Schutzgebiet nachgewiesen werden, etwa Sperlingsvögel oder die Amerikanische Zwergdommel, eine gefährdete Art. Sechs Froschlurcharten und vier Schildkrötenarten leben hier, wobei drei Arten, nämlich der Leopardfrosch, die Landkarten-Höckerschildkröte und die Dornrand-Weichschildkröte als gefährdet gelten. Hinzu kommen zahlreiche Fischarten.